# Marème Babou
Marème Babou, née le 13 avril 2003, est une footballeuse internationale sénégalaise évoluant au poste de latéral gauche.

## Carrière

### En club
Après avoir évolué à l'Union sportive des Parcelles Assainies, elle quitte le Sénégal pour la France et s'engage en avril 2023 avec le Football Club de Metz, club de deuxième division. 

### En sélection
Elle fait partie de l'équipe du Sénégal quart-de-finaliste de la Coupe d'Afrique des nations féminine 2022. Elle participe ensuite aux éliminatoires de la Coupe du monde féminine de football 2023.